# Republika Zielonego Przylądka

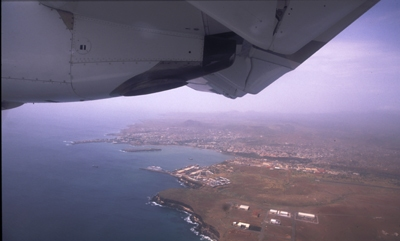
Praia – stolica Wysp – z lotu ptaka

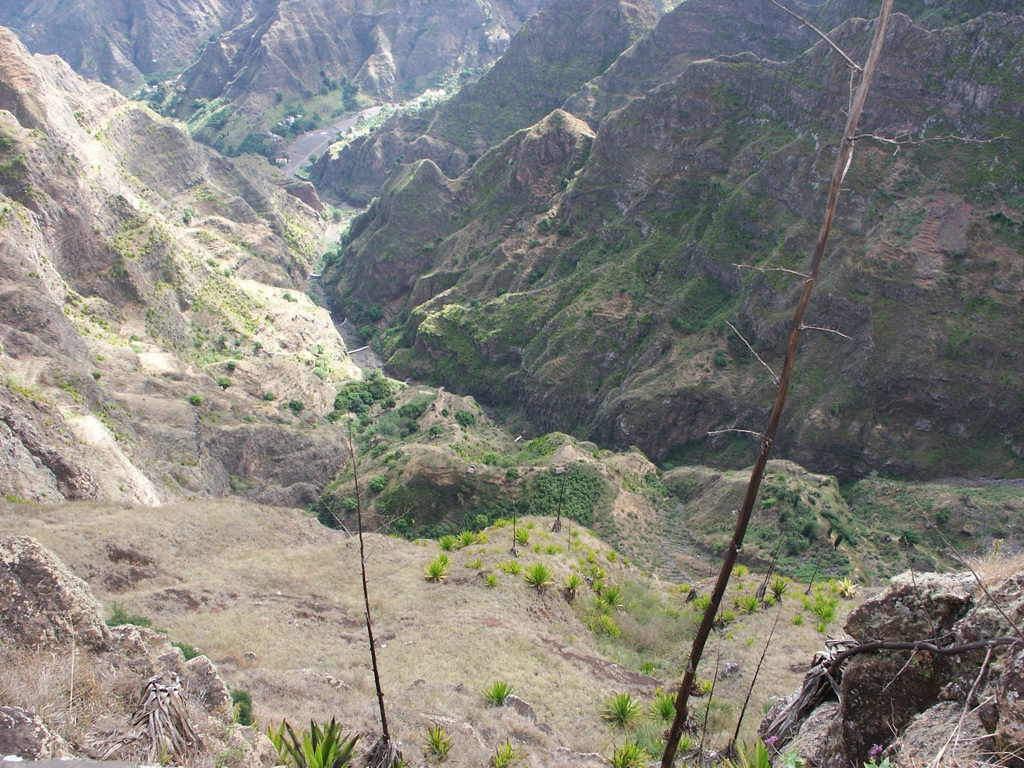
Krajobraz na wyspie Santo Antão

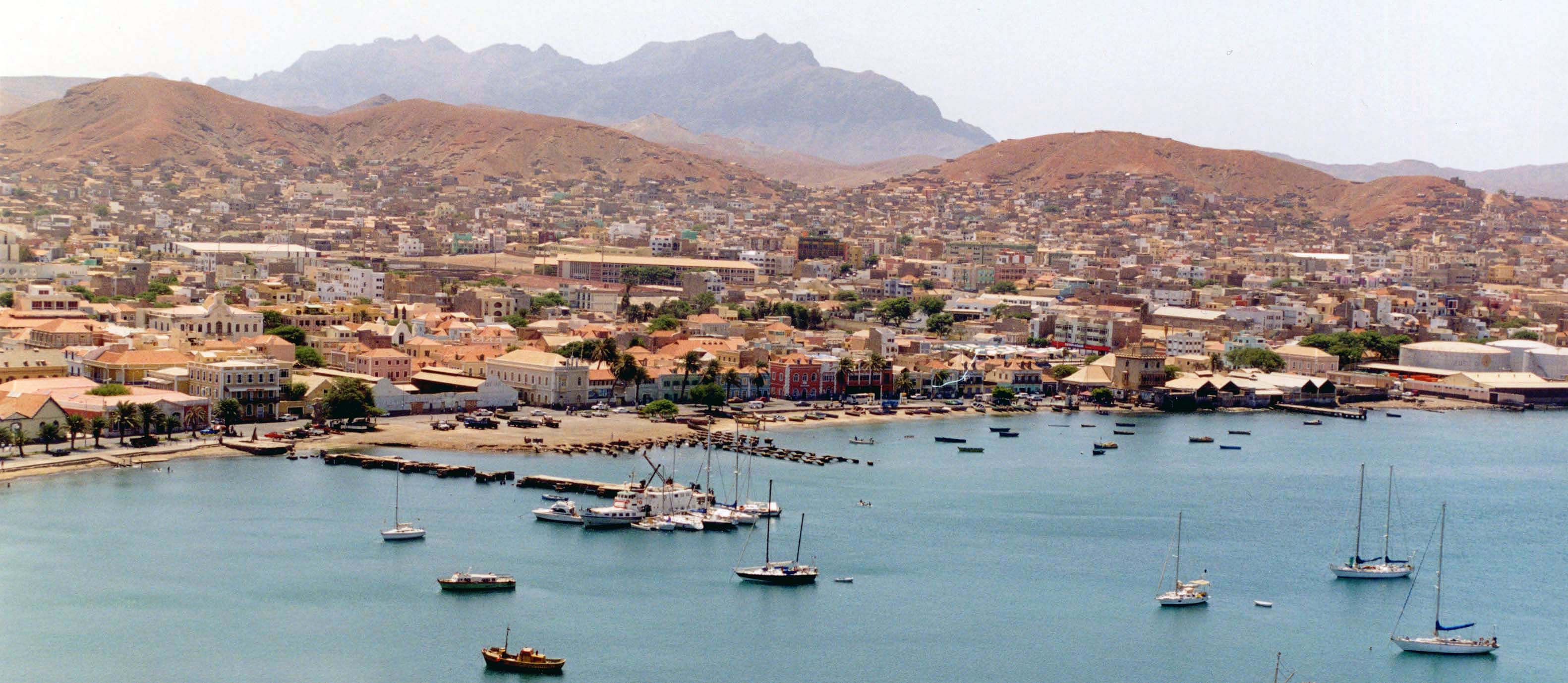
Port w Mindelo – drugim co do wielkości mieście Wysp

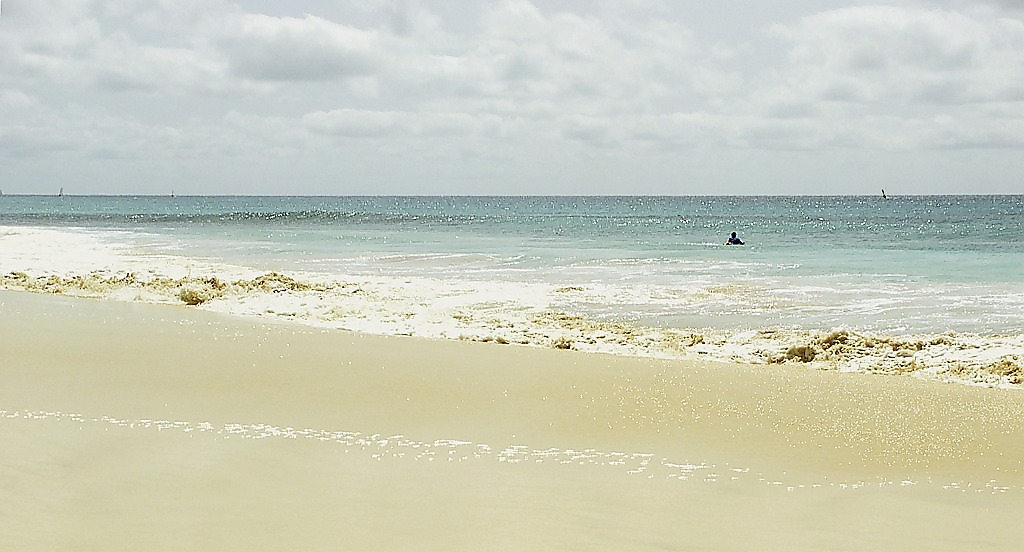
Plaża na wyspie Sal

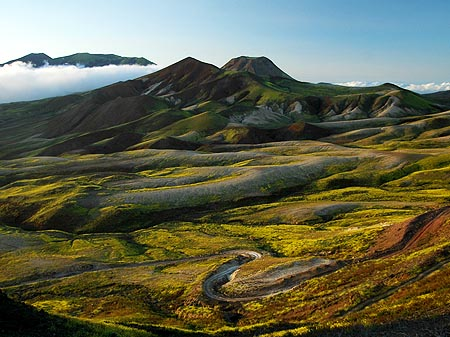
Wulkaniczny krajobraz na Santo Antão

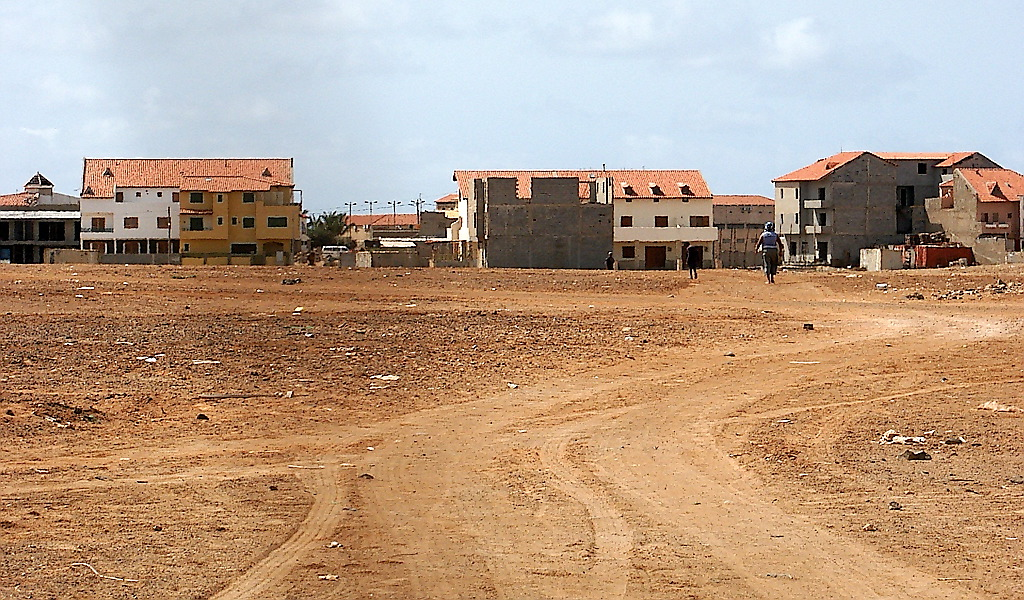
Pustynne wnętrze wyspy Sal

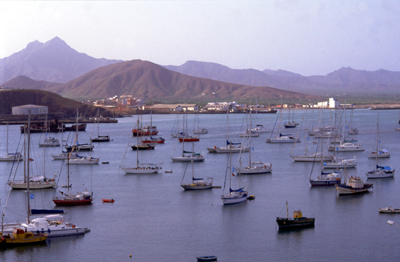
Statki w porcie w Mindelo

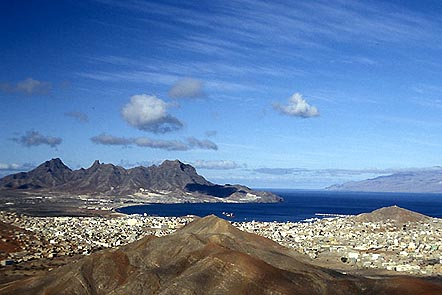
Wyspa São Vicente

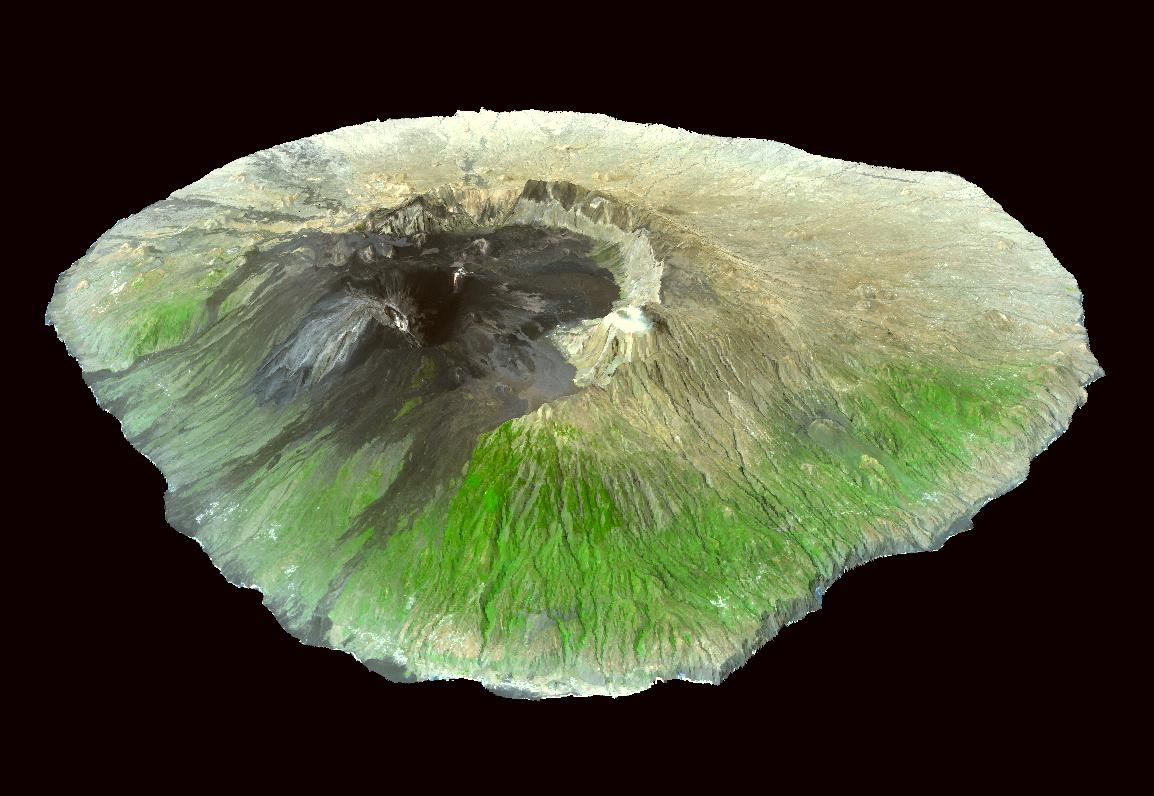
Zdjęcie lotnicze wyspy Fogo

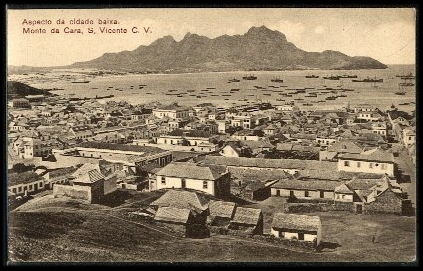
Historyczne (koniec XIX w.) zdjęcie Mindelo na wyspie São Vicente

Republika Zielonego Przylądka (port. Cabo Verde, República de Cabo Verde) – państwo wyspiarskie na Oceanie Atlantyckim, położone ponad 450 km na zachód od zachodnich wybrzeży Afryki, geograficznie tożsame z Wyspami Zielonego Przylądka. Obecnie członek Unii Afrykańskiej i ECOWAS.

## Pochodzenie nazwy
Nazwa państwa pochodzi od znajdującego się na wschód od wysp Przylądka Zielonego.

## Geografia
Wyspy Zielonego Przylądka stanowią archipelag położony w środkowej części Oceanu Atlantyckiego, ponad 450 km na zachód od wybrzeży Afryki, na wysokości Przylądka Zielonego. Archipelag ten składa się z 10 głównych wysp i 16 mniejszych wysepek. Dzielą się one na dwie grupy: Wyspy Zawietrzne (Ilhas de Barlavento) i Podwietrzne (Ilhas de Sotavento). Wyspy Zawietrzne to położone na północy wyspy: Santo Antão, São Vicente, Santa Luzia, São Nicolau, Sal i Boa Vista. Wyspy Podwietrzne leżą na południu, są to Maio, Santiago, Fogo i Brava. Wnętrza wysp są górzyste z najwyższym szczytem Pico do Fogo – 2829 m n.p.m., będącym aktywnym wulkanem (ostatnia erupcja w 2014 r.). Wyspy zajmują powierzchnię 4033 km². Wszystkie, oprócz wyspy Santa Luzia, są zamieszkane. Główne miasta to Praia (130 tys. mieszkańców) i Mindelo (70 tys. mieszkańców).

## Historia
Wyspy przed przybyciem Europejczyków były bezludne. Prawdopodobnie zostały odkryte w 1456 roku przez Alvise Cadamosto. Od 1462 roku napływać zaczęli osadnicy z Portugalii. W 1533 na wyspie ustanowione zostało pierwsze biskupstwo: diecezja Santiago de Cabo Verde z siedzibą w Cidade Velha. Wyspy stały się dla Portugalczyków bazą wypadową do Afryki i ważnym punktem na drodze między Portugalią a Indiami, zaś w latach 1500–1620 wyspa Santiago była głównym centrum światowego handlu afrykańskimi niewolnikami. Część z nich była osadzana na miejscu i wykorzystywana do pracy na plantacjach. W następnych latach znaczenie Wysp w tej dziedzinie nieco spadło; ponowny rozkwit handlu niewolnikami rozpoczął się na początku XVIII wieku i był związany z ich dostawami do angielskich kolonii w Ameryce Północnej. Także w XVIII i XIX wieku Wyspy były ważnym ośrodkiem wielorybniczym. W 1878 roku na Wyspach ostatecznie zakazano niewolnictwa.
Od 1951 roku kolonia miała status prowincji zamorskiej Portugalii. W 1956 roku utworzona została lewicowa Afrykańska Partia Niepodległości Gwinei i Wysp Zielonego Przylądka (PAIGC). W 1963 roku partia rozpoczęła zbrojną walkę o niepodległość. W 1974 roku, po rewolucji goździków w Portugalii, rewolucyjne władze zezwoliły na niepodległość Wysp. Proklamację niepodległości ogłoszono 5 lipca 1975 roku. Pierwszym prezydentem kraju został Aristides Pereira. PAIGC sprawowała również rządy w Gwinei-Bissau, stąd oba państwa dążyły do utworzenia unii. Republika Zielonego Przylądka zerwała stosunki z Gwineą-Bissau po puczu, który miał tam miejsce w 1980 roku. Sekcja PAIGC na Wyspach przekształciła się w odrębną Afrykańską Partię na rzecz Niepodległości Zielonego Przylądka (PAICV). Władze republiki przeprowadziły likwidację wielkiej własności ziemskiej, popierały tworzenie gospodarstw państwowych i spółdzielczych. Rządy były sprawowane w ramach systemu jednopartyjnego.
Wieloletnia susza w latach 80. i 90. spowodowała kryzys gospodarczy i doprowadziła do uzależnienia republiki od pomocy zagranicznej. W 1990 roku rozpoczął się proces demokratyzacji kraju. W jego ramach wprowadzono system wielopartyjny. W 1991 roku odbyły się wybory parlamentarne i prezydenckie. Zwycięstwo w nich odniósł opozycyjny Ruch dla Demokracji (MPD). Lider opozycji António Monteiro został prezydentem kraju. W 1992 roku wprowadzono nową konstytucję. Wybory w 1995 roku potwierdziły władzę Monteiro i MPD. Nowe władze prowadziły politykę prywatyzacji i liberalizacji gospodarki. PAICV do władzy powrócił w 2001 roku, kiedy to partia zdobyła większość w parlamencie. Prezydentem został jej kandydat, Pedro Pires. W 2011 roku Jorge Carlos Fonseca z MPD zwyciężył w wyborach prezydenckich. W 2021 roku wygrał w wyborach prezydenckich były premier José Maria Neves z PAICV.

## Ludność
Republikę zamieszkują Kabowerdeńczycy (przymiotnik: kabowerdeński). Do czasu przybycia, w XV wieku, na wyspy Portugalczyków pozostawały one niezamieszkane. Dzisiejsi mieszkańcy są potomkami niewolników sprowadzanych do pracy (głównie z terenu dzisiejszego Senegalu) oraz portugalskich kolonistów. 71% społeczeństwa stanowią Mulaci, 28% ludności jest czarna. Osoby pochodzenia europejskiego, zwłaszcza portugalskiego, stanowią 1% populacji. W 2000 roku liczba ludności na wyspach wynosiła 435 tys. osób, natomiast poza granicami kraju, zwłaszcza w Stanach Zjednoczonych, Portugalii i Holandii żyje liczna diaspora, szacowana na 700 tys. osób, z czego 500 tys. w Stanach Zjednoczonych.
Ponad połowa ludności zamieszkuje główną wyspę archipelagu – Santiago. Według spisu z 2000 kobiety stanowiły 51,9% społeczeństwa, a mężczyźni – 48,1%. 3/4 ludności nie skończyło 15 lat; średni wiek w 2000 wynosił 17,4. Sytuacja taka jest wynikiem nie tyle wysokiego przyrostu naturalnego (wynoszącego ok. 2,4% rocznie), ile zachwiania równowagi wskutek emigracji dorosłych. Przeciętne gospodarstwo domowe na wyspach składa się z 4,6 osoby. Znaczną część społeczeństwa stanowią samotni rodzice lub osoby żyjące w wolnych związkach, jedynie ok. 20% dorosłej populacji zawarło formalny ślub. Zwyczaj niezawierania małżeństw jest spuścizną portugalskiego systemu prawnego, który zabraniał małżeństw pomiędzy wolnymi a niewolnikami.

### Liczba ludności
Dane w tysiącach dla wybranych lat

## Religia
Struktura religijna kraju w 2010 roku według Centrum Badawczego Pew:
- katolicy – 78,7%
- prawosławni – 0,7%
- protestanci – 7,2% (głównie: Kościół Nazarejczyka, adwentyści dnia siódmego i zielonoświątkowcy)
- tradycyjne religie plemienne – 1,5%
- muzułmanie – 0,1%
- inne religie – 2,7% (głównie: mormoni i świadkowie Jehowy)
- brak religii – 9,1%

## Języki
Językiem urzędowym na wyspach jest język portugalski, jednak większość ludności posługuje się językiem kreolskim określanym także jako krioulo, występującym w kilku odmianach. Jego podstawą jest na ogół język portugalski, zaś na poszczególnych wyspach duży udział w wykształceniu dialektów miały różne języki – na São Vincente – francuski, na Boa Vista – włoski, na Brava – angielski. Od kilku lat nasilają się żądania przyznania językowi kabowerdianu statusu języka urzędowego. Powszechna, zwłaszcza wśród młodszego pokolenia, jest znajomość francuskiego, nauka którego jest w szkołach obowiązkowa.

## Ustrój polityczny
Republika Zielonego Przylądka jest demokratyczną republiką wielopartyjną. Na czele państwa stoi prezydent. Głównymi siłami politycznymi w państwie są: Afrykańska Partia na rzecz Niepodległości Zielonego Przylądka (PAICV – Partido Africano para Independência de Cabo Verde) i Ruch dla Demokracji (MPD – Movimento para a Democracia).

## Podział administracyjny
Od 2005 terytorium państwa dzieli się na 22 jednostki administracyjne zwane concelho (l.mn. – concelhos), są to:

1. Boa Vista
2. Brava
3. Maio
4. Mosteiros
5. Paúl
6. Praia
7. Porto Novo
8. Ribeira Brava
9. Ribeira Grande
10. Ribeira Grande de Santiago
11. Sal
12. Santa Catarina
13. Santa Catarina do Fogo
14. Santa Cruz
15. São Domingos
16. São Filipe
17. São Lourenço dos Órgãos
18. São Miguel
19. São Salvador do Mundo
20. São Vicente
21. Tarrafal
22. Tarrafal de São Nicolau.

## Gospodarka
Główną gałęzią gospodarki jest rolnictwo – na potrzeby własnego rynku uprawia się m.in. kukurydzę, ziemniaki, maniok, groch, a ponadto – zarówno na własne potrzeby, jak i na eksport – orzechy kokosowe, trzcinę cukrową, banany i daktyle. Uprawa roli jest utrudniona przez skrajnie suchy klimat – na wielu wyspach jest zbyt mało wody, by prowadzić działalność rolniczą. Ziemie uprawne stanowią ok. 16% powierzchni kraju.
Dużą rolę odgrywa rybołówstwo, jednak możliwości połowowe nie są w pełni wykorzystane przez lokalnych rybaków. Powodem tego jest niski poziom technologiczny miejscowych rybaków; większość ryb łowionych na wodach Republiki wpada w sieci zagranicznych łowców. Spore znaczenie ma także związane z rybołówstwem przetwórstwo ryb. Głównym gatunkiem połowowym jest tuńczyk. Oprócz ryb łowi się i przetwarza m.in. langusty. Poza rybami i pewnymi produktami rolnymi eksport obejmuje także m.in. tekstylia i półprodukty do produkcji butów i wyrobów skórzanych.
Import obejmuje głównie artykuły spożywcze – 90% środków żywnościowych pochodzi z tego źródła. Ponadto na wyspy przywożone są towary przemysłowe, zwłaszcza elektronika, oraz maszyny i statki.
Głównymi partnerami handlowymi kraju są Portugalia, Holandia i Wielka Brytania.
Pewne znaczenie dla gospodarki kraju ma także turystyka; ostatnio jej znaczenie powoli rośnie, zaś dochody z tego źródła corocznie zwiększają się o kilka procent. Obecnie turystyka dostarcza około 10% PKB.
Na terenie kraju nie ma złóż ważnych surowców mineralnych. W większych ilościach występuje jedynie bazalt, kaolin i gips. Pozyskuje się je w celu wytwarzania wyrobów dla przemysłu budowlanego i w niewielkich ilościach – na eksport. Wyspy eksportują też sól pozyskiwaną z wody morskiej.
Około 2/3 rodzin posiada krewnych za granicą; środki finansowe przysyłane przez nich stanowią ok. 20–25% PKB.
Wyspy korzystają z pomocy międzynarodowej, która jest przyznawana dość hojnie z uwagi na demokratyczny system prawny i brak naruszeń praw człowieka. Republika zajmuje jedno z pierwszych w Afryce miejsc pod względem pomocy zagranicznej w przeliczeniu na 1 mieszkańca.

### Emisja gazów cieplarnianych
Emisja równoważnika dwutlenku węgla z Wysp Zielonego Przylądka wyniosła w 1990 roku 0,213 Mt, z czego tylko 0,049 Mt stanowił dwutlenek węgla, a głównym gazem cieplarnianym emitowanym przez ten kraj był metan. W przeliczeniu na mieszkańca emisja wyniosła wówczas 143 kg dwutlenku węgla, a w przeliczeniu na tysiąc dolarów amerykańskich PKB – 86 kg. Od tego czasu ogólne emisje zasadniczo rosną w niedużym tempie, ale wzrost emisji samego dwutlenku węgla jest bardziej zauważalny. W XXI wieku to on stał się głównym gazem cieplarnianym emitowanym w tym kraju, a wzrost jego emisji w niektórych sektorach od tego czasu przekroczył 1000%. Skokowy wzrost nastąpił m.in. w roku 2013. Głównym źródłem emisji dwutlenku węgla pochodzenia kopalnego cały czas był transport, ale w XXI w. coraz większy udział ma energetyka. W 2018 emisja dwutlenku węgla pochodzenia kopalnego przekroczyła 1 Mt, a w przeliczeniu na mieszkańca wyniosła 1,871 t i w przeliczeniu na tysiąc dolarów PKB – 286 kg.

## Turystyka
Turystyka w Republice Zielonego Przylądka skupia się głównie na wyspach Sal i Boa Vista, które były celem podróży około 90% turystów odwiedzających ten kraj w 2013 roku. Obie wyspy przyciągają piaszczystymi plażami, znakomitymi warunkami do uprawiania sportów wodnych, kuchnią i licznymi miejscami noclegowymi. Na nich znajduje się blisko 75% infrastruktury turystycznej kraju. W ciągu roku na Sal przyjechało około 200 tysięcy urlopowiczów, na Boa Vistę 180 tysięcy, zaś pozostałe wyspy zwiedziło mniej niż 50 tysięcy turystów. Co czwarty turysta zagraniczny pochodził z Wielkiej Brytanii, a Europejczycy stanowili zdecydowaną większość odwiedzających. Aż 99,2% noclegów wykupionych przez Brytyjczyków było na Sal lub Boa Viście; ten sam wskaźnik wynosi 96,5% dla obywateli Beneluksu, 95,8% dla Włochów, 93,8% dla Niemców, 83,7% dla Portugalczyków, 73,6% dla Francuzów.
Praia i Mindelo stanowią jedyne ważniejsze miasta republiki i przez nie przechodzi większość podróży diaspory, imigracji oraz wizyt biznesowych. Wyspy są atrakcyjne dla turystyki przyrodniczej, kulturowej i aktywnej; niecałą połowę odwiedzających (nie licząc opisanych wcześniej Sal i Boa Visty) stanowili Francuzi. Górzysta Santo Antão jest ceniona przez miłośników wędrówek pieszych. Stare Miasto Ribeira Grande de Santiago jest najstarszą europejską miejscowością subtropikalną i została wpisana na listę światowego dziedzictwa UNESCO.

## Kultura
Kultura Wysp powstała ze zmieszania się kultury europejskiej, zwłaszcza portugalskiej, z elementami afrykańskimi. Z tego kraju pochodzą śpiewaczka Cesária Évora oraz piosenkarka Lura. Literatura tworzona przez pisarzy pochodzących z Republiki Zielonego Przylądka jest jedną z bogatszych w Afryce.